# Juan Pablo Latrach Vinagre
Pas d'image ? Cliquez ici
Juan Pablo Latrach Vinagre est un pilote et copilote chilien de rallye-raid né en 1990. Il est deux fois vainqueur du Rallye Dakar catégorie SxS (devenue SSV) en 2021 et catégorie prototypes légers (devenue challenger) en 2022.

## Biographie
En 2010, pour sa première participation à l'âge de 19 ans, Juan Pablo fut le plus jeune copilote de l’histoire du Rallye Dakar. Il a participé quatre fois à cette compétition avec comme pilote son père Jorge Latrach, la course automobile étant une passion familiale. Ses parents étant toujours sur les courses, Juan Pablo Latrach Vinagre est né en 1990 dans une jeep.

## Palmarès

### Résultats au Rallye Dakar
| Année | Catégorie                      | Position        | Victoires d'étapes | Pilote                   |
| ----- | ------------------------------ | --------------- | ------------------ | ------------------------ |
| 2010  | Auto                           | 44e             | -                  | Jorge Latrach            |
| 2011  | Auto                           | 25e             | -                  | Jorge Latrach            |
| 2012  | Auto                           | Abd. (5e étape) | -                  | Jorge Latrach            |
| 2013  | Auto                           | 61e             | -                  | Jorge Latrach            |
| 2016  | Auto                           | 31e             | -                  | Daniel Más Valdés        |
| 2019  | SxS                            | 15e             | -                  | Hernán Garcés            |
| 2020  | SxS                            | 3e              | 2                  | Francisco López Contardo |
| 2021  | SxS                            | 1er             | 6                  | Francisco López Contardo |
| 2022  | Prototypes légers (Challenger) | 1er             | -                  | Francisco López Contardo |
| 2023  | Prototypes légers (Challenger) | 5e              | 1                  | Francisco López Contardo |
| 2024  | Challenger                     | 4e              | 1                  | Francisco López Contardo |
| 2025  | SSV                            |                 |                    | Francisco López Contardo |

### Autres rallyes
- Rallye Atacama 2014 : Vainqueur en tant que pilote avec comme copilote Álvaro León[3]
- Rally Huasco 2024 : Vainqueur avec comme pilote Hernán Garcés[4]